# Jacksonburg

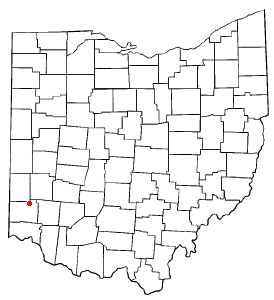
Jacksonburg na planie stanu Ohio

Jacksonburg – wieś w USA, w hrabstwie Butler, w stanie Ohio.
Według danych z 2000 roku wieś miała 67 mieszkańców.